# Budleia
|  | No s'ha de confondre amb Buddleja. |

La budleia (Buddleja davidii) és una planta de creixement arbustiu. A Europa és l'espècie més coneguda del gènere exòtic d'arbustos i arbres Buddleja. De vegades es fa servir el nom «arbust de les papallones», ja que les seves flors, perfumades i plenes de nèctar, atreuen aquests insectes.
Arreu del territori espanyol està catalogada com a espècie exòtica invasora. Entre altres, això implica que està prohibit comercialitzar-la i introduir-la al medi natural. Tampoc es poden reintroduir exemplars que hagin estat extrets de la natura.

## Nom
Carl von Linné va crear el nom del gènere en honor del botànic anglès Adam Buddle. El naturalista francès Adrien René Franchet va donar a l'espècie l'epítet davidii en honor d'Armand David, un missioner i naturalista francès. L'espècie és originària de la Xina central. L'Enciclopèdia Catalana i el Termcat van acceptar l'ortografia catalanitzada budleia com a nom comú per a aquesta espècie del gènere Buddleja.

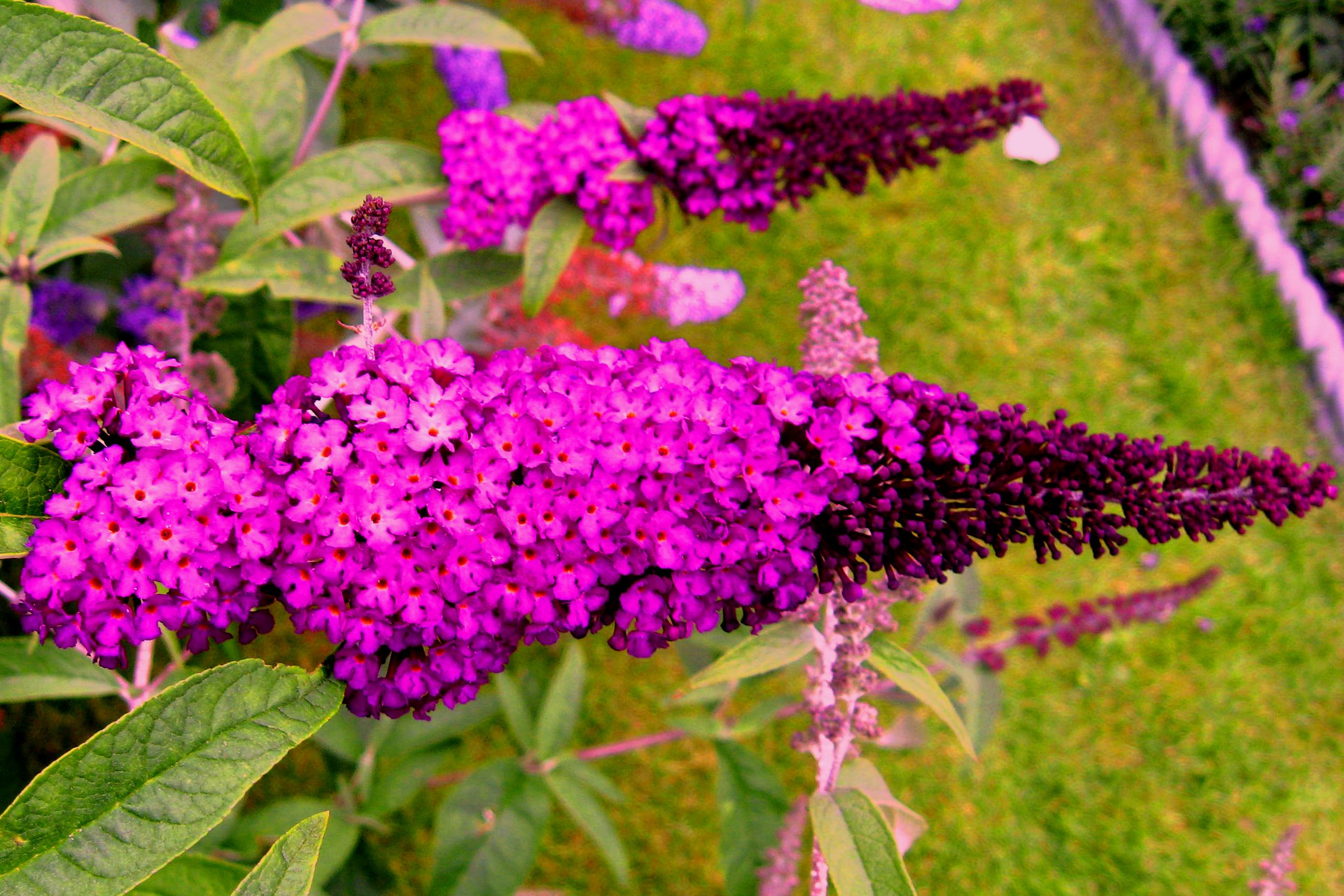
Varietat Royal Red

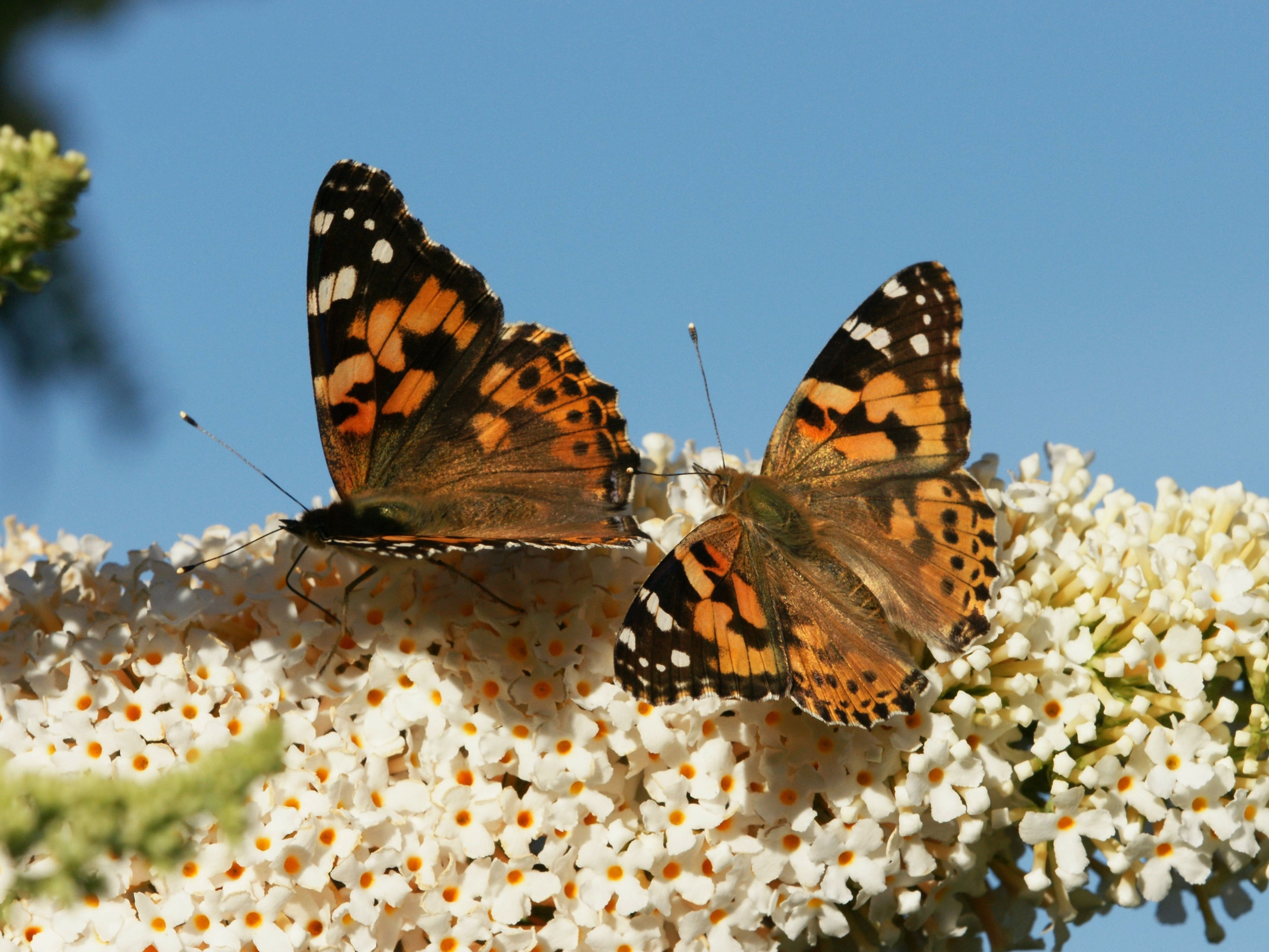
Papallones libant una varietat blanca

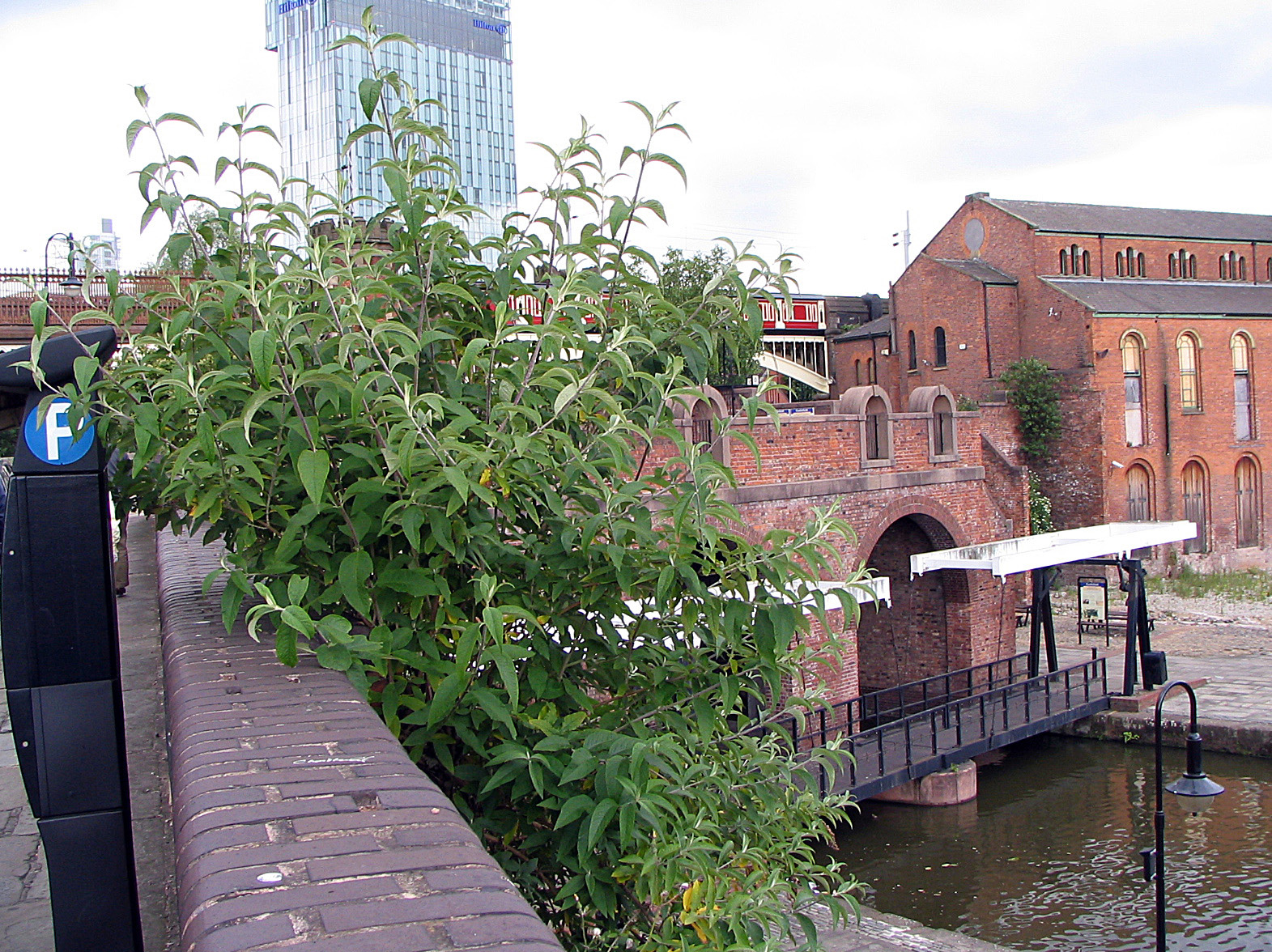
Budleia envaint la paret d'un pont a Manchester

## Descripció
Arbust caducifoli o semiperennifoli que pot arribar a fer entre dos i tres metres d'alçada. Les fulles, allargades i amb marge dentat, són de color verd fosc a l'anvers i grisenc al revers. Inflorescència en espigues a l'extrem de les branques, amb flors de color lila, blau, porpra, rosa, vermell o blanc. Entre l'estiu i la tardor, les seves branques arquejades porten als extrems cons llargs i estrets de flors densament disposades. Les flors atreuen les papallones i els borinots.
Els fruits maduren al novembre i produeixen una gran quantitat de llavors, amb molta capacitat de germinar, alades i molt petites, que poden ser dispersades pel vent, l'aigua o fins i tot el trànsit rodat, i recórrer així distàncies considerables. La planta té un creixement ràpid i pot florir i fructificar en pocs anys.

## Planta invasora: nociva per a la natura i els monuments
S'ha cultivat com a planta ornamental, i les múltiples varietats de colors l'han feta molt popular. Per la seva capacitat invasora, des del 2012, la comercialització i el cultiu de la budleia estan prohibits a l'Estat espanyol. Com a alternativa, s'aconsellen els lilàs, de port semblant i que no tenen un comportament bioinvasor. Per la seva gran popularitat, s'assaja de desenvolupar varietats estèrils per evitar la proliferació de la varietat normal, que pot fer fins a un milió de llavors per estació, que mantenen la capacitat de germinació fins a tres anys.
Quan s'estableixen en parets, xemeneies, teulades i canals, les arrels de la budleia poden desestabilitzar l'obra i provocar filtracions de l'aigua de pluja, cosa que facilita l'expansió de fongs i altres plagues. La planta creix molt ràpidament i en pocs anys les arrels poden causar estralls que obliguen a fer reparacions costoses. Un cop establerta a les construccions (esquerdes de formigó, juntes entre maons i teules), la budleia és difícil d'eliminar, sobretot quan les arrels s'han incrustat profundament, i encara més quan creix en parts elevades i d'accés complicat. Tot i tallar-la, rebrota vigorosament (creix fins a dos metres per estació) si no es repeteix l'operació unes quantes vegades l'any, fins que l'arrel mori per inanició. Si se la deixa fora de control, amb el temps no es pot erradicar sense refer l'obra.